# Variedade lorentziana
Uma variedade Lorentziana é um importante caso especial de uma variedade pseudoriemanniana em que a assinatura métrica é (1, n-1) (ou algumas vezes (n-1, 1). Essas métricas são chamadas métricas lorentzianas. Elas são  nomeadas em homenagem ao físico Hendrik Lorentz.